# José Carlos Chiaramonte
José Carlos Chiaramonte (Arroyo Seco, 3 de diciembre de 1931 - 1 de marzo de 2024) fue un historiador y ensayista argentino.

## Biografía
Realizó sus estudios universitarios en la Facultad de Filosofía y Letras en Rosario, de la Universidad Nacional del Litoral, en la que se graduó como profesor de filosofía en 1956.
Docente universitario de Historia del Pensamiento y la Cultura Argentina de la carrera de Ciencias de la Educación de la ciudad de Paraná, se hace amigo de un grupo de poetas y escritores residentes en las ciudades de Paraná y Santa Fe: Juan L. Ortiz, Juan José Saer y Hugo Gola,  y de artistas plásticos rosarinos,  entre ellos Leónidas Gambartes  y otros.
Sus primeros ensayos publicados entre 1958 y 1962 abordan las etapas iniciales del pensamiento de Mayo superando las interpretaciones liberales y revisionistas de la historia argentina.
Tras el golpe militar de 1966, dirigió un grupo de docentes excluidos de la universidad,  en la investigación sobre la sociedad rioplatense en el período 1750-1850,  sobre la base de documentos hallados en el Archivo de la ciudad de Corrientes, tarea que concluyó décadas después con la publicación de Mercaderes del Litoral.
En 1975 debió exiliarse con su familia en México trabajando durante un año en el Departamento de Historia del Instituto Nacional de Antropología e Historia, como encargado de la edición de Actas del Congreso de Americanistas de 1974.
Entre 1976 y 1985 fue investigador en el Instituto de Sociología de la UNAM -ISUNAM- y en 1984 ingresó como Investigador Nacional en el Sistema Nacional de Investigadores (México). Regresó a la Argentina luego del terremoto de septiembre de 1985.
Fue Profesor Honorario de la Universidad de Buenos Aires, Argentina, e Investigador Emérito del Consejo Nacional de Investigaciones Científicas y Técnicas  con sede en el Instituto de Historia Argentina y Americana "Dr. Emilio Ravignani", UBA/CONICET.
Doctor honoris causa por la Universidad Nacional del Centro de la Provincia de Buenos Aires, por la Universidad Nacional de Salta, por Universidad de Concepción del Uruguay y por la Universidad Nacional de Misiones, por la Universidad Nacional de Jujuy y por la Universidad Nacional de Rosario.
Fue director de la colección de Historia Argentina y Americana de la Editorial Sudamericana.
Profesor visitante en la Universidad Hebrea de Jerusalén (Israel), en el Departamento de Estudios españoles y latinoamericanos (1988).  Desarrolló docencia de posgrado en el Seminario del doctorado de la Facultad de Filosofía y Letras de la Universidad de Buenos Aires (1990, 1991, 1992) y en el Seminario de Doctorado del Instituto Universitario Ortega y Gasset (Madrid, 1993), como así también fue director de Estudios Invitado en la École des Hautes Études  en Sciences Sociales (París, 1994). Dictó numerosas conferencias en prestigiosas universidades argentinas e internacionales y obtuvo distintas becas y subsidios a la investigación que le permitieron proseguir sus investigaciones
Fue director del Instituto de Historia Argentina y Americana “Dr. Emilio Ravignani” de la Facultad de Filosofía y Letras de la Universidad de Buenos Aires (1986-2012). Dicho Instituto organizó en 2015 las Jornadas Internacionales en su homenaje: “Pensar la historia rioplatense e iberoamericana entre el fin del imperio y la construcción de las naciones”, cuyos resultados se publicaron en un número especial del Boletín del Instituto Ravignani.
Durante el más de medio siglo que duró su actividad, publicó numerosos libros, capítulos de libros, artículos en revistas especializadas que son de referencia obligada para otros investigadores. Entre ellos se destacan: Ciudades, provincias y Estados; Mercaderes del Litoral; Nación y Estado en Iberoamérica; Nacionalismo y liberalismo económicos en Argentina; La crítica ilustrada de la realidad; Crear la Nación; Fundamentos intelectuales y políticos de las independencias; Usos políticos de la historia y Raíces históricas del federalismo latinoamericano.
Sus últimas investigaciones giraban en torno de los fundamentos intelectuales y políticos de las independencias iberoamericanas, la comparación de las independencias anglo e iberoamericanas y la Ilustración en Iberoamérica.

## Premios y reconocimientos
- Beca de la John Simon Guggenheim Memorial Foundation, 1982.
- Premio a la Producción Científica y Tecnológica de la Universidad de Buenos Aires, 1992, 1993, 1994.
- Premio Bernardo Houssay a la Investigación Científica y Tecnológica, 2005, en la categoría Trayectoria Científica, Área de Ciencias Sociales y Humanidades.[9]
- Doctor honoris causa de la Universidad Nacional de Rosario.[10]

## Obras principales

### Libros
- 2016 - Raíces históricas del federalismo latinoamericano, Buenos Aires, Sudamericana.[11]
- 2013 - Usos Políticos de la historia. Lenguaje de clases y revisionismo histórico, Buenos Aires, Sudamericana.[12]
- 2012 - Nation and State in Latin America. Political Language During Independence, Piscataway, NJ, Transaction Publishers, (2012)[13]
- 2010 - Fundamentos intelectuales y políticos de las independencias. Notas para una nueva historia intelectual de Iberoamérica, Buenos Aires, Teseo.[14]
- 2009 - Cidades, Provincias, Estados: Origens da Nação Argentina (1800-1846), São Paulo, Hucitec
- 2007 - Crear la nación. José Carlos Chiaramonte, Carlos Marichal, Aimer Granados, compiladores.  Buenos Aires : Editorial Sudamericana[15]
- 2004 - Nación y Estado en Iberoamérica. El lenguaje político en tiempos de las independencias, Buenos Aires, Sudamericana.[16][17]
- 1997 - Ciudades, provincias, Estados: Orígenes de la nación argentina (1800-1846), Buenos Aires, 1997 (2.ª. ed., Buenos Aires, Emecé, 2007.[18]
- 1995 - Biblioteca del pensamiento argentino con Tulio Halperín Donghi,  Buenos Aires : Compañía Editora Espasa Calpe Argentina : Ariel,[19]
- 1991 - El Mito de los orígenes en la historiografía latinoamericana. Buenos Aires, República Argentina : Instituto de Historia Argentina y Americana Dr. Emilio Ravignani, Facultad de Filosofía y Letras, Universidad de Buenos Aires.[20]
- 1991 - Mercaderes del Litoral, Economía y sociedad en la provincia de Corrientes, primera mitad del siglo XIX, Buenos Aires, F.C.E.[21]
- 1989 - La Ilustración en el Río de la Plata, Cultura eclesiástica y cultura laica durante el Virreinato, Buenos Aires, Punto Sur. (2.ª. Ed., Buenos Aires, Sudamericana, 2007)[22]
- 1983 - Formas de sociedad y economía en Hispanoamérica, México, Grijalbo.[23][24]
- 1982 - Crítica ilustrada de la realidad.  Buenos Aires : Centro Editor de América Latina[25][26]
- 1979 - Pensamiento de la ilustración. (compilación, prólogo, notas y cronología),  Caracas : Biblioteca Ayacucho[27]
- Argentina: de la Conquista a la Independencia. de Carlos S. Assadourian, Guillermo Beato,  Buenos Aires, Editorial Paidós (1972)[28]
- 1971 - Nacionalismo y liberalismo económicos en Argentina, 1860-1880, Buenos Aires, Solar-Hachette,  6.ª. ed.: Buenos Aires, Edhasa, (2012).[29]
- 1964 - Problemas del europeísmo en Argentina.  Paraná, Argentina, Facultad de Ciencias de la Educación, Universidad Nacional del Litoral, (1964)[30]
- 1962 - Ensayos sobre la 'ilustración' argentina. Paraná, Argentina : Facultad de Ciencias de la Educación, Universidad Nacional del Litoral[31]

### Capítulo de libros
- 1982 - “La población novohispana del siglo XVIII: ¿Crecimiento o crisis demográfica?”, en: CONACYT [ed.], Segunda Reunión Nacional sobre Investigación Demográfica en México, 1980. México, 1982.[32]
- 1988 - “Notas sobre la presencia italiana en el litoral argentino en la primera mitad del siglo XIX”, en: Fernando J. Devoto e Gianfausto Rosoli [comps.], L’Italia nella società argentina, Contributi sull’emigrazione italiana in Argentina. Roma, Centro Studi Emigrazioni.[33]
- 1990 -  "Ilustración y modernidad en el siglo XVIII hispanoamericano", en Ricardo Krebs y Cristian Gazmuri (Eds.), La revolución francesa y Chile, Santiago de Chile, Ed. Universitaria.[34]
- 1993 - "Ciudad, provincia, nación: las formas de identidad colectiva en el Río de la Plata colonial", en Actas del III Congreso Argentino de Hispanistas "España en América y América en España", t. 1, Buenos Aires, Instituto de Filología Hispánica "Amado Alonso", Facultad de Filosofía y Letras, U.B.A. Reproducido en: Massimo Ganci e Rosa Scaglione Guccione, Nuevo Mondo e Area Mediterránea a confronto: sistemi politico-culturali nei secoli XV-XIX, Società Siciliana per la Storia Patria/Istituto di Storia Moderna, Facoltà di Lettere, Palermo,[35]
- 1993 - "El federalismo argentino en la primera mitad del siglo XIX", en Marcello Carmagnani (comp.), Federalismos latinoamericanos: México/Brasil/Argentina, México, El Colegio de México/F.C.E. citado por[36]
- 1995 - "El oficio de investigador en la Historia: una experiencia personal", en F. Shuster, N. Giarraca/S. Aparicio, J. C. Chiaramonte, B. Sarlo, El oficio de investigador, Buenos Aires, Homo Sapiens/Inst. de Inv. en Ciencias de la Educación, Fac. de Fil. y Letras, UBA[37]
- 1999 - “Ciudadanía, soberanía y representación en la génesis del Estado argentino (c. 1810-1852)”, en Hilda Sábato (cord.), Ciudadanía política y formación de las naciones, Perspectivas históricas de América Latina, México, El Colegio de México/F.C.E.[38]
- 1999 - “En torno a los orígenes de la nación argentina”, en Marcello Carmagnani, Alicia Hernández Chávez, Ruggiero Romano, Para una historia de América, II. Los Nudos (1), México, El Colegio de México/F.C.E.[39]
- 2000 - "El pensamiento político y la reformulación de los modelos", Cap. 21 de: UNESCO, Historia General de América Latina. Volumen IV: Procesos americanos hacia la redefinición colonial, París, Unesco/Trotta[40]
- 2000 - “Las ideas económicas”, en Academia Nacional de la Historia, Nueva Historia de la Nación Argentina, Tomo V, Tercera Parte, La Configuración de la República Independiente 1810-1914 (Continuación), V. La Economía, [Cap.] 30, Buenos Aires, Planeta[41]
- 2001 - “En torno a los orígenes del revisionismo histórico argentino”, en Ana Frega y Ariadna Islas, Nuevas miradas en torno al Artiguismo, Montevideo, Facultad de Humanidades y Ciencias de la Educación[42]
- 2003 - “Metamorfoses do conceito de nação durante os séculos XVII e XVIII”, en Itsván Jancsó (Comp.), Brasil, Formação do Estado e da Nação, São Paulo-Ijuí, Hucitec[43]
- 2003 - "Capítulo 5. Estado y poder regional: constitución y naturaleza de los poderes regionales", en: Unesco, Historia General de América Latina, Vol. VI La construcción de las naciones latinoamericanas, 1820-1870, París, Unesco/Trotta[44]
- 2003 - "Capítulo 6. Estado y Poder Regional, las expresiones del poder regional: análisis de casos", en: Unesco, Historia General de América Latina, Vol. VI La construcción de las naciones latinoamericanas, 1820-1870, París, Unesco/Trotta[44]
- 2005 - “Nación y nacionalidad en la historia argentina del siglo XIX”, en José Nun, (Comp.), Debates de Mayo, Nación Cultura y Política, Buenos Aires, Gedisa[45]
- 2005 - “Ideas, conflictos y teoría en la construcción del Estado”, en La Fotografía en la Historia Argentina, Tomo I, Buenos Aires, Clarín
- 2006 - “El Risorgimento en el Río de la Plata y el problema de la unidad nacional”, en Fondazione Casa America, Il Risorgimento Italiano in America Latina, Atti del Convegno Internazionale, 24-25-26 Novembre 2005, Ancona, Affinità Elettive[46]
- 2006 - “La comparación de las independencias íbero y angloamericanas y el caso rioplatense”, en María Teresa Calderón y Clement Thibaud (coords.), Las revoluciones en el mundo atlántico, Bogotá, Taurus
- 2008 - “Del Río de la Plata a la Argentina”, en José Carlos Chiaramonte, Carlos Marichal, Aimer Granados (compiladores), Crear la Nación. Los nombres de los países de América Latina, Buenos Aires, Sudamericana, 2008. [Edición italiana: José Carlos Chiaramonte, Carlos Marichal, Aimer Granados (compiladores), Creare la nazione. I nomi dei paesi della America Latina, Milano, Guerini, 2014][47][48]

- 2010 - “Estado y nación en América y Europa del siglo XIX”, en Ezequiel Gallo e Inés Viñuales (Coords.), Las dos veredas de la historia. Argentina y España. 1810-2010, Buenos Aires, Edhasa.[49]

- 2011 - "The Enlightenment in 'Ibero-America': Some Problems of Interpretation", en Peer Schmidt, Sebastian Dorsch y Hedwig Herold-Schmidt, Religiosidad y Clero en Améria Latina - Religiosity and Clergy in Latin America (1767-1850), Köln, Böhlau[50]

- 2012 - "Nación y modernidad: los desaciertos de la periodización histórica en el análisis del vocabulario político de las Independencias", en: 1810, 1910, 2010: l’America Latina tra indipendenza, emancipazione e rivoluzione, A cura di Valerio Giannattasio e Raffaele Nocera, in Rivista Italiana di Studi Napoleonici, anno XLI/Nuova Serie 1-2/2008, Napoli,

- 2012 - "Las ideas de Nación y Estado en la primera mitad del siglo XIX", en Eduardo Jozami (Comp.),Tradiciones en Pugna. 200 años de historia argentina, Buenos Aires Centro Cultural de la Memoria Haroldo Conti/Eudeba.[51]

- 2013 - “Confederación o Estado federal? El Río de la Plata en la primera mitad del siglo XIX” en Las Instrucciones del año XIII. 200 años después, Montevideo, Planeta.[52]

#### En colaboración
- 1993 - “El federalismo argentino en la primera mitad del siglo XIX”, en Marcello Carmagnani (comp.), Federalismos latinoamericanos: México/Brasil/Argentina. México, El Colegio de México/F.C.E., 1993; 2.ª. ed., 2011.[36]
- 1994 - Con Pablo Buchbinder: "Die Institutionalisierung der Geschichte in Argentinien am Beispiel der Historischen Akademie", en: Michael Rikenberg (Hrsg.), Politik und Geschichte in Argentinien und Guatemala, (19.20. Jahrhundert), Frankfurt/Main, Georg-Eckert Institut,[53][54]

- 1995 - Con Marcela Ternavasio y Fabián Herrero-, “Vieja y nueva representación: los procesos electorales en Buenos Aires, 1810-1820”, en: Antonio Annino (comp.), Historia de las elecciones y de la formación del espacio político nacional en Iberoamérica, siglo XIX. Buenos Aires, FCE, 1995.[55]

### Artículos - Ensayos
- "Gli Illuministi napoletani nel Rio de la Plata", Rivista Storica Italiana, Torino; Año: 1964 p. 1 - 1[56]
- "En torno a la recuperación demográfica y la depresión económica novohispana durante el siglo XVII", Historia Mexicana, No. 120, México, 1982.[57]
- "Organización del Estado y construcción del orden social: la política económica de la provincia de Corrientes hacia 1821-1840", Anuario de la Escuela de Historia, Facultad de Humanidades y Artes, Universidad Nacional de Rosario, Segunda Época, No. 11, Rosario, 1984-1985.[58]
- "Legalidad constitucional o caudillismo: el problema del orden social en el surgimiento de los estados autónomos del Litoral argentino en la primera mitad del siglo XIX", Desarrollo Económico, Buenos Aires, Vol. 26, No. 102, julio-setiembre de 1986.[59]
- "Finanzas públicas de las provincias del Litoral, 1821-1841", Anuario IEHS, Universidad del Centro de la Provincia de Buenos Aires, No. 1, Tandil, 1986.[60]
- "Formas de identidad en el Río de la Plata luego de 1810", Boletín del Instituto de Historia Argentina y Americana "Dr. Emilio Ravignani", 3a. Serie, No. 1 Buenos Aires, 1989.[36]
- "El problema de los orígenes de los estados hispanoamericanos en la historiografía reciente y el caso del Río de la Plata en Anos 90, Revista da Pós-Graduaçao em História, Universidade Federal do Rio Grande do Sul, Porto Alegre, Brasil, Vol. 1, N.º 1, mayo de 1993.[61]
- "Acerca del origen del Estado en el Río de la Plata", Anuario del IEHS, N̊ 10, Tandil, 1995.[62][63]
- ""La formación de los Estados nacionales en Iberoamérica", Boletín del Instituto de Historia Argentina y Americana "Dr. Emilio Ravignani", 3a. Serie, No. 15, Buenos Aires, 1997.[64][65]  Versión en italiano: “La formazione degli Stati nazionali in Iberoamerica”, 900, Istituto storico de Modena, Modena, N° 4, gennaio-giugno 2001.[66]
- “Relaciones entre investigación y docencia en la Universidad”, Espacios de crítica y producción, publicación de la Facultad de Filosofía y Letras, Universidad de Buenos Aires, N.° 23; Buenos Aires, septiembre de 1998.
- “Fundamentos iusnaturalistas de los movimientos de independencia”,  Boletín del Instituto de Historia Argentina y Americana "Dr. Emilio Ravignani", 3a. Serie, N.º 22, Buenos Aires, 2° semestre de 2000. El mismo texto en Marta Terán, José Antonio Serrano Ortega, Editores, Las guerras de independencia en la América Española, Zamora, Mich., El Colegio de Michoacán, 2002.
- “La cuestión de la soberanía en la génesis y organización del Estado argentino”, Historia Constitucional, Revista Electrónica de Historia Constitucional, Oviedo, España, N° 2, junio de 2001. [http://hc.rediris.es/]. Publicado también en Carlos Henrique Cardim, Monica Hirst (organizadores), Argentina-Brasil, A Visão do Outro, Soberania e Cultura Polotica, Brasilia, IPRI/FUNAG, 2003
- "El principio del consentimiento en la gestación de las independencias íbero y norteamericanas", Anuario del IEHS, N° 17, 2002.
- “The Principle of Consent in Latin and Anglo-American Independence”, Journal of Latin American Studies, N° 36, Cambridge University Press, 2004. [Versión corregida y ampliada del artículo anterior[67]
- “La historia intelectual y el riesgo de las periodizaciones”, Prismas, Revista de Historia Intelectual, Universidad Nacional de Quilmes, Argentina, N° 11, 2007.[68]
- “Conceptos y lenguajes políticos en el mundo iberoamericano, 1750-1850", Revista de Estudios Políticos, Centro de Estudios Políticos y Constitucionales, Madrid, número 140, abril/junio 2008.[69]
- “Autonomía e independencia en el Río de la Plata, 1808-1810”, Historia Mexicana, N° 229, julio-septiembre de 2008, -Volumen LVIII, Número 1[70]
- “1808-2002: nación, nacionalidad y soberanía estatal”, en Takwá, Revista de historia, Universidad de Guadalajara, México,  Año 8, Número 14, otoño de 2008 [2009][71]
- “Sobre el uso historiográfico del concepto de región”, en Estudios Sociales, Santa Fe, n.º 35, 2.º semestre 2008.[72]
- “Las dimensiones de las revoluciones por la independencia”, en Ciencia y Cultura, Revista de la Universidad Católica Boliviana San Pablo; La Paz, Bolivia, agosto de 2009,  N° 22-23.
- “La dimensión atlántica e hispanoamericana de la Revolución de Mayo”, Boletín del Instituto de Historia Argentina y Americana "Dr. Emilio Ravignani", 3a. Serie, No. 33, Buenos Aires, 2° Semestre de 2010.[73]
- “The "Ancient Constitution" after the Independences (1808-1852)”, The Hispanic American Historical Review, Volume 90, Number 3, August 2010.[74]
- “La antigua constitución luego de las independencias, 1808-1852", Desarrollo Económico, Buenos Aires, N° 199, Vol. 50, octubre-diciembre de 2010.[75]

- "El legado de Hobsbawm", H-industri@, Revista de historia de la industria, los servicios y las empresas en América Latina, Año 7- Nro. 13, segundo semestre de 2013.
- “Reflexiones sobre la naturaleza y las perspectivas de la investigación histórica”, Ciencia Hoy, Vol. 23, n° 135, Buenos Aires, octubre-noviembre de 2013.[76]
- “Reseña autobiográfica”, Ciencia e Investigación. Reseñas, Buenos Aires, N° 4, 2013
- “Confederación o Estado federal? El Río de la Plata en la primera mitad del siglo XIX” en Las Instrucciones del año XIII. 200 años después, Montevideo, Planeta, 2013
- “Fundamentos intelectuales de la independencia” en Conversaciones del Cono Sur, Magazine of the Southern Cone Studies Section of LASA, on line
- "Tulio Halperí: una breve semblanza", en Boletín del Instituto de Historia Argentina y Americana Dr. Emilio Ravignani, n° 42, Buenos Aires, junio de 2015[77]

#### En colaboración
- José Carlos Chiaramonte, Pablo Buchbinder, "Provincias, caudillos, nación y la historiografía constitucionalista argentina, 1853-1930", Anuario IHES, Instituto de Estudios Histórico-Sociales, Universidad del Centro de la Provincia de Buenos Aires, N.º 7, 1992.
- José Carlos Chiaramonte, Ernesto Cussianovich y Sonia Tedeschi de Brunet, "Finanzas públicas y política interprovincial: Santa Fe y su dependencia de Buenos Aires en tiempos de Estanislao López", Boletín del Instituto de Historia Argentina y Americana "Dr. Emilio Ravignani", 3a. Serie, No. 8, Buenos Aires, 1993.
- José Carlos Chiaramonte y Marcela Ternavasio: "Procesos electorales y cultura política: Buenos Aires 1810-1850", Ciencia Hoy, Vol. 5, N̊ 30, Buenos Aires, 1995.
- José Carlos Chiaramonte y Nora Souto, “De la ciudad a la nación. Las vicisitudes de la organización política argentina y los fundamentos de la conciencia nacional”, en: Francisco Colom González (ed.), Relatos de nación. La construcción de las identidades nacionales en el mundo hispánico (2 vols.). Madrid-Frankfurt, Editorial Iberoamericana - Vervuert, 2005

### Reseñas
- Reseña de: Benedict Anderson, Comunidades imaginadas, Reflexiones sobre el origen y la difusión del nacionalismo, México, Fondo de Cultura Económica, 1993; en el Boletín del Instituto de Historia Argentina y Americana "Dr. Emilio Ravignani", 3a. Serie, No. 10, Buenos Aires, 1994.
- "Balance y crítica de la historia latinoamericana", reseña de: Tulio Halperín Donghi, Reforma y disolución de los imperios ibéricos, 1750-1850, Madrid, Alianza Editorial, 1985; en Punto de Vista, Año X, Número 29, Buenos Aires, abril-julio de 1987.
- “Dos fenómenos de distinta naturaleza: el juntismo peninsular y el hispanoamericano”, Reseña de José M. Portillo Valdés, Crisis atlántica, Autonomía e independencia en la crisis de la monarquía hispana, Fundación Carolina, Centro de Estudios Hispánicos e Iberoamericanos / Marcial Pons Historia, 2006; en Historia Constitucional, Revista Electrónica de Historia Constitucional, Oviedo, España, N.° 8, septiembre de 2007.[78]
- “La formación de los estados en la cuenca del Plata”, reseña de Luiz Alberto Moniz Bandeira, La formación de los estados en la cuenca del Plata: Argentina, Brasil, Uruguay, Paragua; en The Hispanic American Historical Review 88(2): 336-338 (2008)
- “La ciencia de Mayo. La cultura científica en el Río de la Plata, 1800-1820”, reseña del libro del mismo nombre de Miguel de Asúa (Buenos Aires, FCE, 2010); en Ciencia Hoy, Vol. 20, N° 118, agosto-septiembre 2010.[79]

### Entrevistas y reportajes
- Entrevista incluida en Roy Hora/Javier Trímboli, Pensar la Argentina, Los historiadores hablan de historia y política, Buenos Aires, El Cielo por Asalto, 1994.[80]
- Entrevista de "Cultura y nación", Suplemento cultural del diario Clarín, "Quién escribe hoy la historia argentina", Buenos Aires, 22 de septiembre de 1994.
- Respuestas a: Alejandro y Fabián Herrero, "Encuesta sobre Historia de las Ideas, II Parte", Estudios Sociales, Año IV, N.º 7, 2.º semestre de 1994; publicada luego en Alejandro Herrero y Fabián Herrero, Las Ideas y sus Historiadores, Un fragmento del campo intelectual en los años noventa, Santa Fe, Universidad Nacional del Litoral, 1996.[81]
- Entrevista de Gerardo Caetano: "Con José Carlos Chiaramonte: naciones y nacionalismos. Dilema historiográfico y zona de riesgo", Cuadernos del CLAEH, N̊ 71, Montevideo, 2a. Serie, Año 19, 1994/3.
- Entrevista de Carlos Marichal: "Entrevista con José Carlos Chiaramonte", Anuario IEHS, Universidad Nacional del Centro de la Provincia de Buenos Aires, N̊ 10, 1995.[82]
- Entrevista de María Esther Gilio, “Con José Carlos Chiaramonte, Cómo el populismo liquidó a la izquierda argentina”, Brecha, Montevideo, N° 744, 3 de marzo de 2000.
- “Entrevista con José Carlos Chiaramonte”, en Verónica Zárate Toscano, Una docena de visiones de la historia, Entrevistas con historiadores americanistas, México, Instituto Mora, 2004.[83]
- Entrevista de Pablo Mendelevich, en el Suplemento Enfoques -Número especial por el Bicentenario-, del diario La Nación, de Buenos Aires; domingo 23 de mayo de 2010.[84]
- “Todo historiador es [cotidianamente] revisionista”, entrevista en Ñ, Revista de Cultura, Buenos Aires, 14 de junio de 2013.[85]

### Artículos periodísticos
- “Entre la ciencia y la política el matrimonio es difícil”, diario Clarín, Sección, 7 de abril de 1998.
- ‟Mercados globales: ¿el fin de la soberanía?”, diario Clarín, Sección, 20 de mayo de 1998.[86]
- ‟Bibliotecas universitarias en inquietante declive”, diario Clarín, Sección, 27 de julio de 1998.[87]
- ‟En que consiste hoy el ‘ser nacional’ de los argentinos?”, Diario Clarín, Sección, 8 de septiembre de 1998.[88]
- “¿Por qué se discriminan las Ciencias Sociales?”, Diario Clarín, Sección, 9 de noviembre de 1998.[89]
- “Bajo la censura del onganiato”, Diario Clarín, Suplemento Zona, 22 de noviembre de 1998.[90]
- “El problema es la política económica”, Diario Clarín, Sección, miércoles 12 de mayo de 1999.
- “La independencia hispanoamericana, El proceso emancipador”, Historia Visual de la Argentina, Capítulo 28, Clarín, 13 de julio de 1999.
- “¿Censura del mercado o del nacionalismo?”, Le Monde Diplomatique, N° 3, Buenos Aires, septiembre de 1999.
- “Censuras y autocensuras en el mundo intelectual”, Diario Clarín, Sección, 20 de diciembre de 1999.
- “Déficit de políticas culturales, Un presupuesto insuficiente”, Diario Clarín, Sección, 28 de febrero de 2000.
- “Ciencia es también soberanía”, Diario Clarín, Sección, 24 de agosto de 2000.[91]
- “Frente al abismo”, en el diario La Razón; Buenos Aires, 21 de diciembre de 2001.
- “Elogio de la diversidad. En torno a la identidad nacional”, Encrucijadas, Revista de la Universidad de Buenos Aires, N° 15, Buenos Aires, enero de 2002. citado en[92]
- “Hace falta una reforma política”, Entrevista por Javier Lorca, Página 12, 5 de agosto de 2008.[93]
- “La vigencia de la Ilustración”, ADN Cultura, Buenos Aires, La Nación, 26 de enero de 2008.[94]
- “Del Río de la Plata a la Argentina”, artículo periodístico en El País, Madrid, 9 de agosto de 2010.[95]
- “Historia y revisionismo”, artículo periodístico en Página 12, Buenos Aires, 4 de diciembre de 2011.[96]
- "Proteccionismo según pasan los siglos", entrevista de Silvia Naishtat, Clarín, dgo. 19 de febrero de 2012.
- "Proteccionismo económico, una larga historia", artículo periodístico en Clarín, Buenos Aires, sdo. 21 de febrero de 2012.[97]
- “Malvinas: las retóricas nacionalistas”, artículo publicado en el diario Clarín el 29 de marzo de 2012. citado en[98]
- "Hobsbawm: Fue criticado por los dos extremos del espectro político", Diario Clarín, 2 de octubre de 2012.
- “Argentina, EE. UU. y la U.E. Comparaciones riesgosas”, Diario Perfil, 17 de noviembre de 2012.
- “Una batalla que no fue nacional. El combate de la Vuelta de Obligado...", Ñ. Revista de Cultura, 3 de diciembre de 2012.[99]
- "La esclavitud desde la Asamblea del año XIII a la Constitución del 53", -publicado con el título de "La esclavitud no se abolió en 1813"-, Ñ. Revista de Cultura, 13 de febrero de 2013.[100]
- “El fútbol, como la educación, es una cuestión de Estado”, Diario Clarín, 24 de febrero de 2013.
- “Una antinomia anacrónica”, Ñ. Revista de Cultura, 26 de marzo de 2013.[101]
- “El origen de las armas”, Ñ. Revista de Cultura, 9 de mayo de 2013.[102]
- “Artigas y el país que no existía”, Ñ, Revista de Cultura, 16 de julio de 2013[103]
- “La constitución antes de la constitución”, Ñ, Revista de Cultura, 14 de octubre de 2013.[104]
- “Reflexiones sobre la naturaleza y las perspectivas de la investigación histórica”, Ciencia Hoy, Vol. 23, n° 135, octubre-noviembre de 2013.
- “Reseña autobiográfica”, Ciencia e Investigación. Reseñas, Buenos Aires, N° 4, 2013.[2]
- “El prócer que Brasil dibujó a su medida”, Ñ, Revista de Cultura, 4 de abril de 2014.[105]
- "Qué fue y qué es la historia oficial", Ñ, Revista de Cultura, 30 de junio de 2014.[106]
- “Acerca de la moral intelectual”, Ñ, Revista de Cultura, 28 de octubre de 2014.[107]
- “Retrato de un líder federal y popular”, Ñ, Revista de Cultura, 14 de enero de 2015.[108]
- “Los diplomáticos del Río de la Plata”, Ñ, Revista de Cultura, 4 de mayo de 2015.[109]
- “Imagen literaria de la Historia”, Ñ, Revista de Cultura, 27 de julio de 2015.[110]